# Parozodera
Parozodera is een kevergeslacht uit de familie van de boktorren (Cerambycidae). De wetenschappelijke naam van het geslacht werd voor het eerst geldig gepubliceerd in 1940 door Bruch.

## Soorten
Parozodera omvat de volgende soorten:
- Parozodera chemsaki Hüdepohl, 1985
- Parozodera farinosa (Burmeister, 1865)